# Рене
Рене (дан. Rønne) је значајан град у Данској, у крајње источном делу државе. Град је у оквиру покрајине Велики Копенхаген, где са околним насељима чини посебну општину са регионалним надлежностима, општину Борнхолм, која обухвата истоимено острво Борнхолм, као веома издвојено од остатка Данске.

## Природни услови
Рене се налази у источном делу Данске. Од главног града Копенхагена, град је удаљен 170 километара источно.
Град Рене се налази у најзападнијем делу данског острва Борнхолм, данског острва које око 170 километара одвојено од главнине државе. Острво је у средини Балтичког мора.
Рене се развио на месту где је постојала најбоља природна лука на острву. Градско подручје ка унутрашњости је равничарско. Надморска висина средишта града креће се од 0 до 30 метара.

## Историја
Подручје Ренеа било је насељено још у доба праисторије. Данашње насеље први пут се спомиње 1275. године, када је на датом месту подигнута црква. Током следећих пар векова Рене је, као седиште стратешки важног острва, прелазио из руке у руку Данске, Шведске и немачких градова Ханзе.
Рене је 1834. године је добио градска права.
Током поред петогодишње окупације Данске (1940-45.) од стране Трећег рајха Рене и његово становништво су веома страдали, посебно у совјетском бомбардовању на крају рата. Било је потребно више година да се град опорави од тога и да се поврати стари изгледа града у бондручним кућицама.

## Становништво
Рене је 2010. године имао око 14 хиљада у градским границама. Општина Борнхолм је тада имала приближно 42 хиљаде становника.

## Знаменитости
- Борнхолмшки музеј
- Шведске куће (поклон Шведске владе становништву Борнхолма након Другог светског рата)
- Кастел - утвдрда на јужној страни града
- Црква Св. Николаја

## Међународна сарадња

### Градови побратими
| - Куресаре, Естонија - Менте, Финска - Селвесборг, Шведска - Симрисхамн, Шведска - Хојенгер, Норвешка - Сан Марино (град), Сан Марино | - Дарлово, Пољска - Владиславово, Пољска - Ронеби, Шведска - Карлсхамн, Шведска - Нојштат ин Холштајн, Немачка - Волгаст, Немачка |

## Збирка слика
- Градска лука
- Градска црква, посвећена св. Николају
- Старе куће у бондруку
- Стара градња језгра Ренеа